# Manoir de Rest er Boer
Le manoir de Rest er Boer est un éfifice situé à Saint-Thuriau en France.

## Localisation
Le manoir est situé sur le territoire de la commune de Saint-Thuriau, au lieu-dit Rest er Boer, dans le département du Morbihan en région Bretagne.

## Description
Le nanoir date du XVIIe siècle. Édifice à un étage carré, élévation à travées, construit en moellons de granite et de grès. Toiture à longs pans couverte d'ardoises, pignon couver. Escalier dans-œuvre. 

## Historique
Date de 1654 portée sur la lucarne centrale de l'élévation sud. D'après l'érudit Joseph-Marie Le Mené, il a appartenu aux Lantivy de 1420 à 1782, à moins que ces informations ne concernent le reste en Noyal-Pontivy, selon un autre érudit, L. Galle.
Le manoir est inscrit à l'inventaire général du patrimoine culturel en 1986.